# Phenacolepas tenuisculpta
Phenacolepas tenuisculpta is een slakkensoort uit de familie van de Phenacolepadidae. De wetenschappelijke naam van de soort is voor het eerst geldig gepubliceerd in 1909 door Thiele.